# Nadiacris
Nadiacris is een geslacht van rechtvleugeligen uit de familie veldsprinkhanen (Acrididae). De wetenschappelijke naam van dit geslacht is voor het eerst geldig gepubliceerd in 1972 door Descamps & Amédégnato.

## Soorten
Het geslacht Nadiacris omvat de volgende soorten:
- Nadiacris metallica Descamps & Amédégnato, 1972
- Nadiacris nitidula Bolívar, 1890